# Charles Portal, 1. Viscount Portal of Hungerford

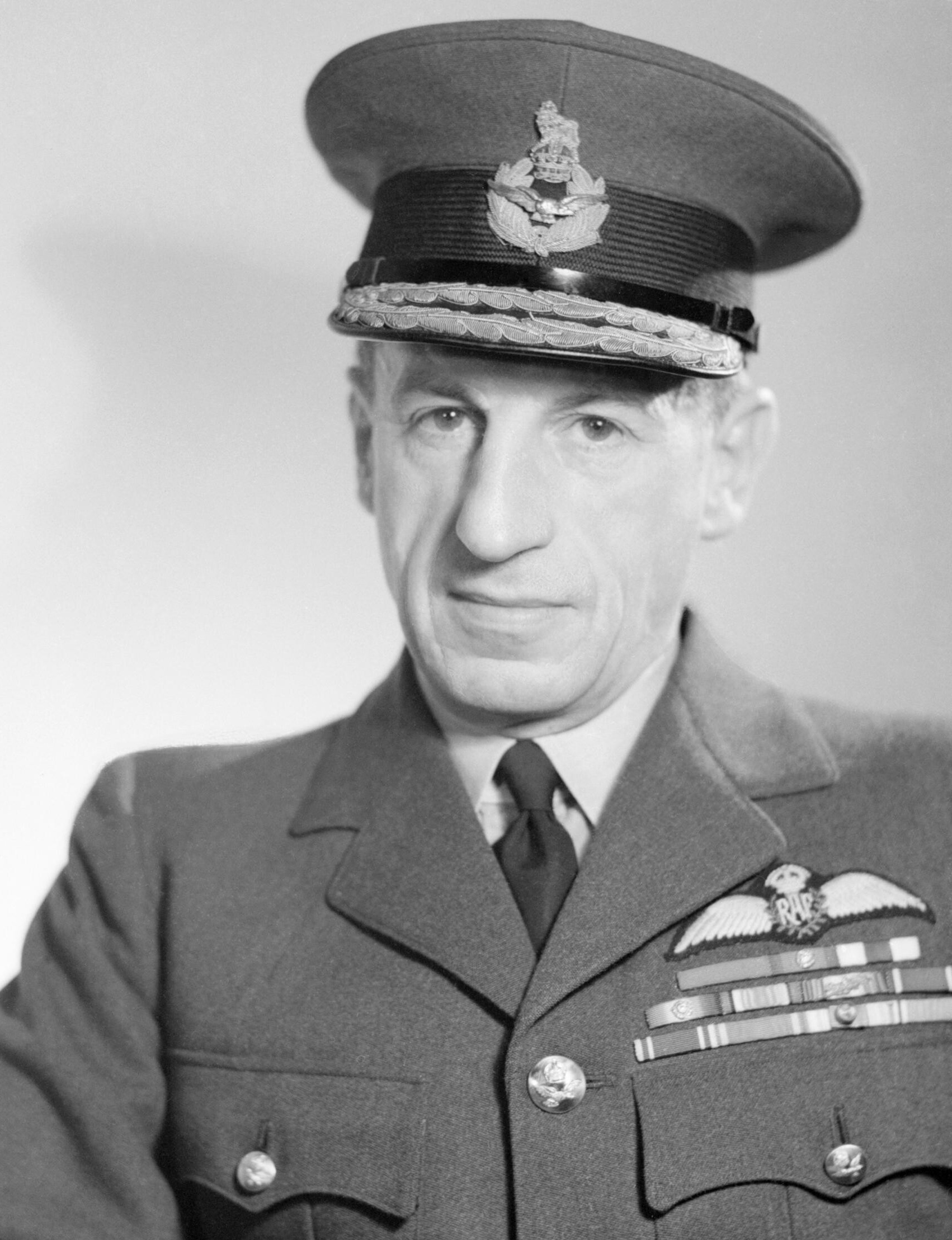
Charles Portal, 1. Viscount Portal of Hungerford, 1944

Charles Frederick Algernon Portal, 1. Viscount Portal of Hungerford KG, GCB, OM, DSO, MC (* 21. Mai 1893 in Hungerford, Berkshire; † 22. April 1971 in Chichester, Sussex) war ein britischer Offizier der Royal Air Force. Während des Zweiten Weltkriegs war er als Chef des Luftstabs Oberbefehlshaber der britischen Luftstreitkräfte.

## Leben
Portal war Nachfahre einer hugenottischen Familie, die im 17. Jahrhundert nach England ausgewandert war. Er besuchte das Winchester College und begann ein Jura-Studium am Christ Church College der Universität Oxford. Beim Ausbruch des Ersten Weltkriegs schrieb er sich, ohne sein Studium abgeschlossen zu haben, im August 1914 als Freiwilliger bei der British Army ein. Er diente zunächst bei einer Kradmeldereinheit der Royal Engineers in Frankreich und erhielt im September 1914 den Rang eines Second Lieutenant. Im Juli 1915 wurde er zum Royal Flying Corps versetzt und zunächst als Beobachter eingesetzt. Von Januar bis Mai 1916 absolvierte er in Großbritannien eine Pilotenausbildung und flog anschließend in Frankreich verschiedene Typen vom Morane-Jagdflugzeug über B.E.2-Aufklärungsflugzeuge bis zum R.E.8-Bomber. Er wurde im Dezember 1915 zum Lieutenant, im Juli 1916 zum Captain und im Juni 1917 zum Major befördert. Als im April 1918 die Heeresflieger des Royal Flying Corps mit den Marinefliegern des Royal Naval Air Service zur Royal Air Force (RAF) verschmolzen wurde, wurde er als Major in diese unabhängige Teilstreitkraft übernommen und wurde im Juni 1918 in den temporären Rang eines Lieutenant-Colonel befördert. Bei Kriegsende war er Kommandeur des No. 4 (Training) Wing. Im August 1919 erhielt er (rückwirkend ab April 1918) den permanenten Rang eines Squadron Leader.

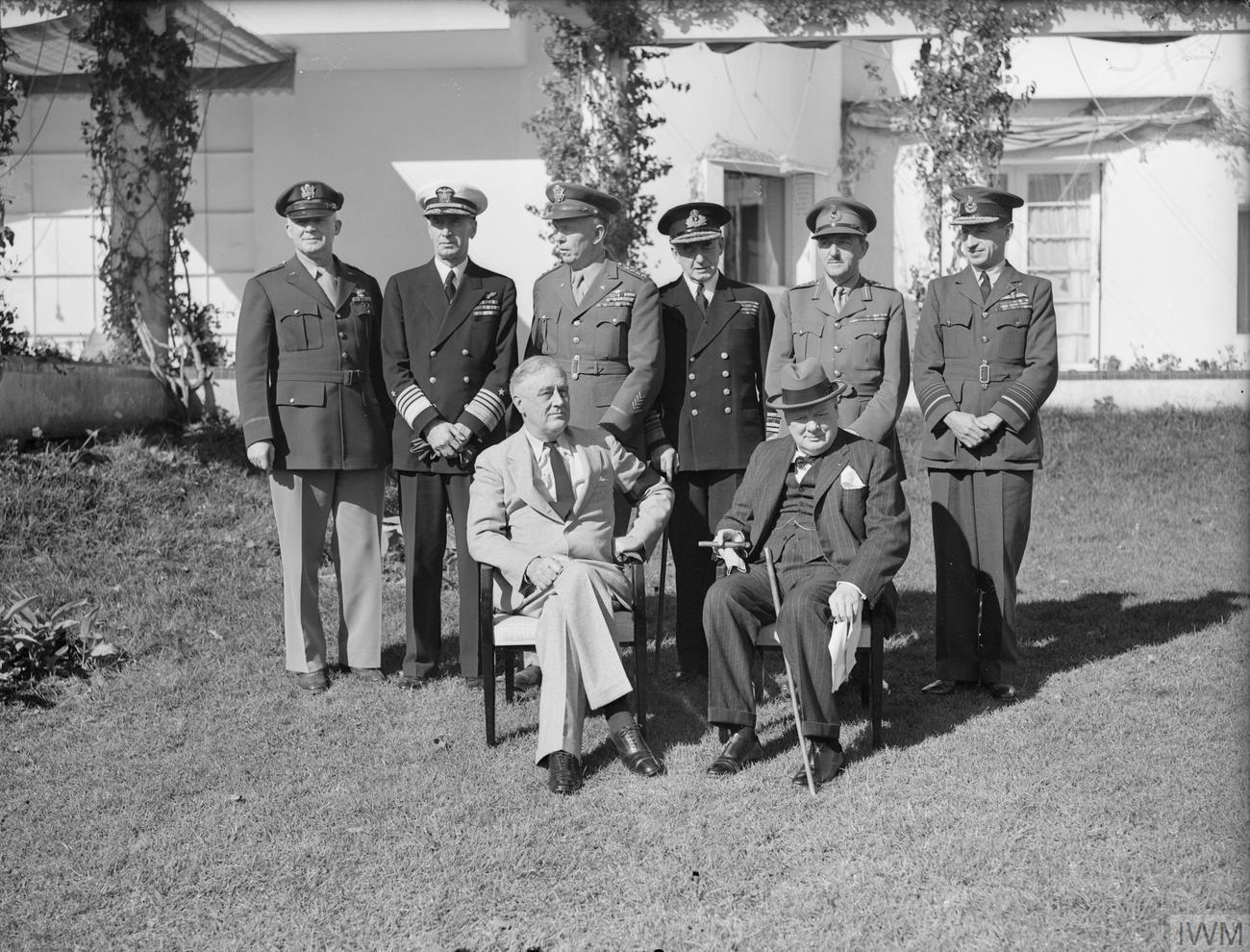
Portal ganz rechts auf der Casablanca-Konferenz, 1943

Nach dem Besuch des ersten Kurses am neueröffneten RAF Staff College 1922/23 kam er zum Air Staff, wurde 1925 zum Wing Commander befördert, befehligte ab 1927 die No. 7 Squadron mit Vickers Virginia und besuchte ab 1929 das Imperial Defence College. 1930 wurde er Deputy Director of Plans im Directorate of Operations & Intelligence und 1934 Kommandeur der britischen Streitkräfte in Aden. 1931 wurde er zum Group Captain und 1935 zum Air Commodore befördert. Im Juli 1937 erhielt er den Rang eines Air Vice-Marshal und das Amt des Direktors für Organisationsfragen im Luftfahrtministerium.
Nach Ausbruch des Zweiten Weltkriegs 1939 wurde er in den temporären Rang eines Air Marshal befördert und erhielt im April 1940 als Nachfolger Edgar Ludlow-Hewitts den Befehl über das RAF Bomber Command. Im Oktober 1940 wurde er zum temporären Air Chief Marshal befördert und übernahm in Nachfolge Cyril Newalls als Chef des Luftstabs den Oberbefehl über die Royal Air Force und hatte dieses Amt bis Dezember 1945 inne. Im April 1942 erhielt er den permanenten Rang eines Air Chief Marshal und im Juni 1944 wurde er schließlich zum Marshal of the Royal Air Force befördert.
Portal war Verfechter einer Flächenangriffsstrategie und war am Aufbau der strategischen Bomberflotte der Royal Air Force entscheidend beteiligt. Er war zudem auf allen Kriegskonferenzen als Begleiter Churchills zugegen, unter anderem bei der Konferenz von Casablanca, auf der die kombinierte Bomberoffensive der Alliierten gegen das Deutsche Reich beschlossen wurde. Diese koordinierte er im Auftrag der Combined Chiefs of Staff.
Er wurde am 17. September 1945 als Baron Portal of Hungerford, of Hungerford in the County of Berkshire, zum erblichen Peer erhoben, wodurch er Mitglied des House of Lords wurde. Am 28. Januar 1946 wurde ihm auch der Titel Viscount Portal of Hungerford, of Hungerford in the County of Berkshire, verliehen.
Im Februar 1946 schied Portal unter Halbsold aus dem aktiven Militärdienst aus. In der Folgezeit übernahm er eine Reihe Direktorenposten, darunter bei der Barclays Bank und der Ford Motor Company. Nach einer Beschäftigung im Ministry of Supply war er nacheinander Vorstandsvorsitzender von British Aluminium und British Aircraft Corporation.
Bei seinem Tod 1971 erlosch sein Viscounttitel, da er keine männlichen Nachkommen hatte. Sein Baronstitel hingegen war mit einem besonderen Vermerk verliehen worden, sodass ihn seine älteste Tochter Rosemary erben konnte.

## Ehe und Nachkommen
Im Juli 1919 hatte er Joan Margaret Welby (1898–1996), Tochter des Politikers Sir Charles Glynne Earle Welby, 5. Baronet, geheiratet. Mit ihr hatte er drei Kinder:
- Richard Portal (1921–1921);
- Rosemary Ann Portal, 2. Baroness Portal of Hungerford (1923–1990);
- Hon. Mavis Elizabeth Alouette Portal (1926–vor 1990).

## Sonstiges
In der Area Bombing Directive (herausgegeben am 14. Februar 1942) wurde dem neuen Oberkommandierenden des Bomber Command, Arthur Harris, erlaubt, seine Streitkräfte ab sofort ohne jede Beschränkung einzusetzen: “You are accordingly authorised to use your forces without restriction […]”. Ihm wurde befohlen, die Einsätze auf die Moral der feindlichen Zivilbevölkerung zu konzentrieren – insbesondere auf die der Industriearbeiter: “It has been decided that the primary objective of your operations should be focused on the morale of the enemy civil population and in particular the industrial workers”.
Einen Tag nach Bekanntgabe der Anweisung wurde Portal noch deutlicher; er schrieb: “[…] I suppose it is clear that the aiming points will be the built up areas, and not, for instance, the dockyards or aircraft factories where these are mentioned in Appendix A. This must be made quite clear if it is not already understood.” (deutsch: „Ich nehme an, dass klar ist, dass die Ziele bebaute Gebiete und nicht z. B. Schiffswerften oder Flugzeugwerke lt. Anhang A sein werden. Dies muss jedem klargemacht werden, falls es noch nicht so verstanden worden ist.“)

## Orden und Ehrenzeichen
- 10. Januar 1917: Military Cross (MC)
- 18. Juli 1917: Companion des Distinguished Service Order (DSO)
- 26. Juli 1918: Wiederholungsspange (Bar) zum Distinguished Service Order
- 2. Januar 1939: Companion des Order of the Bath (CB)
- 11. Juli 1940: Knight Commander des Order of the Bath (KCB)
- 11. Juni 1942: Knight Grand Cross des Order of the Bath (GCB)
- 1. Januar 1946: Member des Order of Merit (OM)
- 3. Dezember 1946: Knight Companion des Hosenbandordens (KG)